# 森本茂喜
森本 茂喜（もりもと しげき、1898年2月10日 - 没年不詳）は、日本の医学者、医師。専門は内科、物理学。

## 経歴
熊本県玉名市出身。熊本県立玉名中学校卒業、第五高等学校を経て、東京帝国大学医学部を1923年（大正12年）に卒業。卒業後、東京帝国大学医学部病理学教室の助手となり、1932年（昭和7年）に医学博士号を授与された。
東京帝国大学医学部が外来医長制度を敷くに当たり、1935年（昭和10年）に初代の内科の外来医長となり、1938年（昭和13年）まで勤めた。1938年（昭和13年）から1940年（昭和15年）まで京橋病院の内科医長を勤め、辞任後は東京都で開業した。